# 541288 Rogerhaynes
541288 Rogerhaynes è un asteroide della fascia principale esterna. Scoperto nel 2005, presenta un'orbita caratterizzata da un semiasse maggiore pari a 3,015362 UA e da un'eccentricità di 0,118047, inclinata di 3,168228° rispetto all'eclittica.
Roger Haynes vanta una brillante carriera nella strumentazione astronomica, che comprende contributi tecnici e ruoli dirigenziali presso importanti istituti di ricerca, tra cui l'Anglo Australian Observatory (strumento IRIS2), il Leibniz-Institut für Astrophysik Potsdam (strumento 4MOST) e l'Australian National University.